# Red Bull Cola

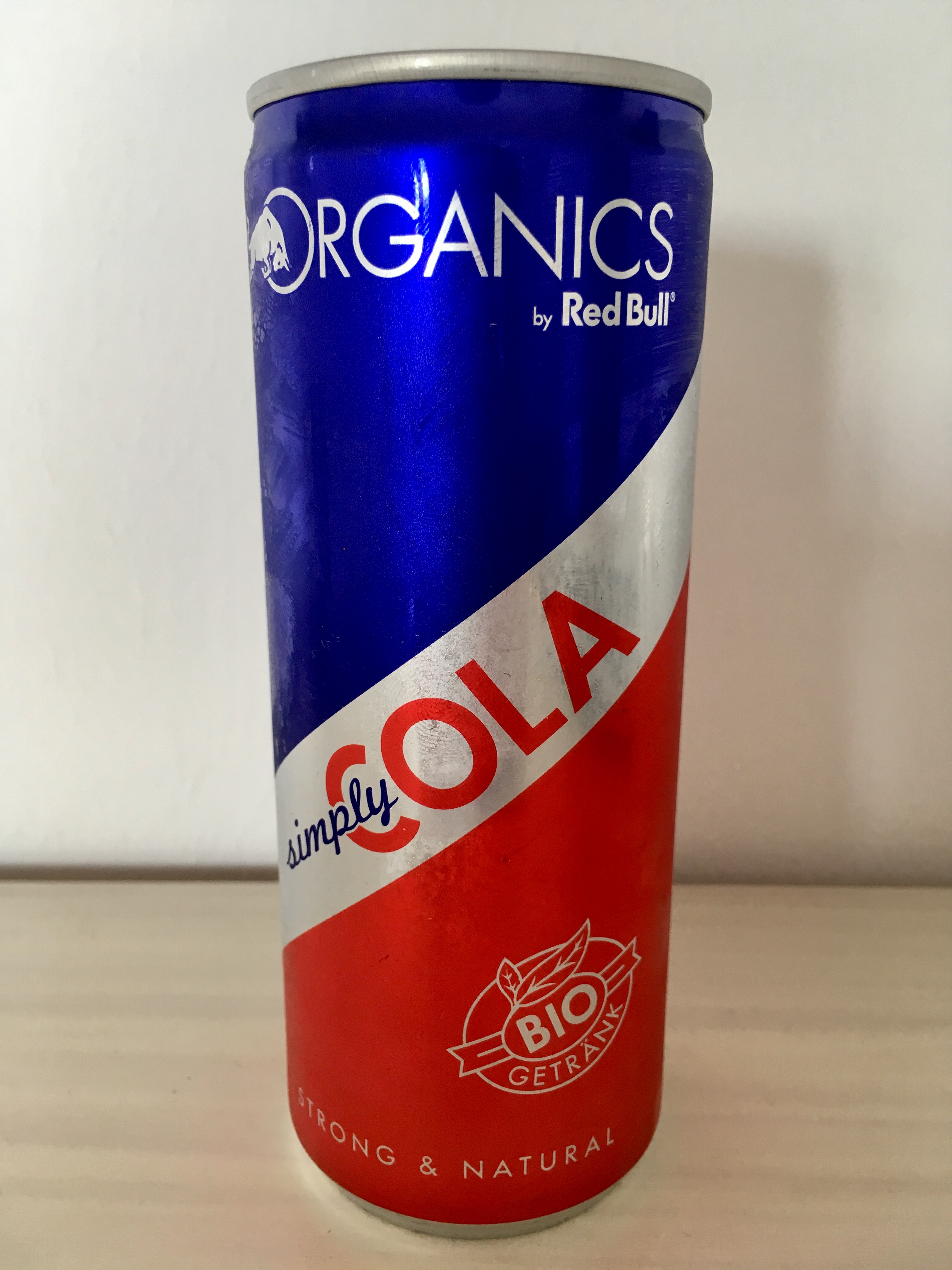
Red Bull Cola, 250-ml-Dose

Red Bull Cola ist ein Cola-Getränk der Red Bull GmbH.

## Verfügbarkeit
Seit 2008 ist Red Bull Cola in Österreich, der Slowakei, der Schweiz, Deutschland, Italien, Spanien, in den Niederlanden, Großbritannien, Irland, Ungarn, Belgien, Luxemburg und Russland erhältlich. In den USA wurde Red Bull Cola zu Beginn nur in Las Vegas verkauft, zwischenzeitlich erfolgte der Vertrieb aber landesweit. Im August 2011 wurde der Vertrieb in den USA wegen mangelnden Absatzes eingestellt. Geliefert wird die fertige Zubereitung ausschließlich aus der Produktion in Europa. Produziert wird es wie Red Bull in Werken von Rauch Fruchtsäfte in Österreich und der Schweiz. Eine Lizenzproduktion existiert nicht.
Im Sommer 2018 wurde die klassische Variante von Red Bull Cola durch eine Bio-Variante im Rahmen der Reihe „Organics by Red Bull“ ersetzt. Die neue Variante hat einen geringeren Kräuteranteil und ist nur noch in 250-ml-Dosen erhältlich.

## Zutaten
Red Bull bewirbt mit dem Slogan Strong & Natural, dass das Getränk aus natürlichen Inhaltsstoffen hergestellt wird. Es enthält im Gegensatz zu anderen Cola-Getränken keine Phosphorsäure, Konservierungsstoffe, künstlichen Farbstoffe und keine künstlichen Aromen. Der Zuckeranteil liegt unter dem von Coca-Cola (Coca-Cola 10,6 g/100 ml, Red Bull Cola 8,8 g/100 ml).
Die klassische Version von Red Bull Cola enthielt Wasser, Zucker (8,8 %), Kohlensäure, Karamellzuckersirup, sowie folgende natürliche Aromen aus Pflanzenextrakten (0,37 %): Galgant, Vanilleschoten, Senfsamen, Koffein aus Kaffeebohnen (0,013 %), Limette, Kolanuss, Kakao, Süßholz, Zimt, Zitrone, Ingwer, Cocablatt, Orange, Ackerminze, Pinie, Kardamom, Muskatblüte, Nelke, Zitronensaftkonzentrat. Sie war in 250-ml- und 355-ml-Dosen erhältlich.
Die „Organics by Red Bull“-Variante enthält Wasser, Zucker (8,8 %), Karamellzuckersirup, Kohlensäure sowie folgende natürliche Aromen aus Pflanzenextrakten (0,33 %): Koffein aus Kaffeebohnen (0,013 %), Zitrone, Ingwer, Limette, Vanille, Süßholz, Galgant, Zimt, Kolanuss, Kakao, Orange, Cocablatt, Kardamom, Minze, Pinie, Muskatblüte, Nelke; Zitronensaftkonzentrat. Sie ist in 250-ml-Dosen erhältlich.
Stiftung Warentest fand 2016 in Red Bull Cola 3 Gramm Alkohol pro Liter (0,3 %) obwohl in Erfrischungsgetränken nur 0,2 % erlaubt sind.

## Verkaufsverbot
Am 19. Mai 2009 wurde der Verkauf von Red Bull Cola in Hessen durch die hessische Lebensmittelaufsicht untersagt, da in Red Bull Cola Spuren von Kokain in der Höhe von 0,4 Mikrogramm pro Liter durch das Landesinstitut für Gesundheit und Arbeit des Landes Nordrhein-Westfalen nachgewiesen wurden. Ebenso wurde das Getränk in Nordrhein-Westfalen, Thüringen, Niedersachsen, Bayern und Rheinland-Pfalz aus dem Verkehr gezogen. Der Verkauf des Getränkes falle unter das Betäubungsmittelgesetz und verstoße gegen das Lebensmittelrecht. Da Verbraucherschutz Sache der Länder ist, stehen Einzelentscheidungen der Bundesländer an. Red Bull Cola sowie andere Lebensmittel, die Cocablattextrakte enthielten, gelten allerdings nach Angaben des Unternehmens sowohl in der EU als auch in den USA als unbedenklich und verkehrsfähig. Ebenso stellte das Bundesinstitut für Risikobewertung fest, dass die in den Proben gefundenen Mengen gesundheitlich unbedenklich sind. Sie lägen 7.000- bis 20.000-fach unter der Wirkgrenze.
Das Verkaufsverbot wurde am 24. August 2009 aufgehoben.
Im Juni 2009 wurden in Österreich aufgrund der Kokainfunde Grenzwerte für dekokainisierte Kokablattextrakte in der Suchtgiftverordnung festgelegt.

## Sonstiges
Red Bull bewarb das Getränk mit dem Slogan „Das Cola von Red Bull“. Durch diesen bewusst gewählten Werbeauftritt sorgte man in weiten Teilen Deutschlands für Verwirrung, weil dort im Gegensatz zu Österreich für Cola eigentlich der feminine Artikel „die“ verwendet wird.